# Теодор Куфель
Теодор Куфель (пол. Teodor Kufel; 6 березня 1920, Бельськ (Мазовецьке воєводство) — 1 жовтня 2016, Варшава) — польський генерал, учасник антинацистського Опору та Варшавського повстання, у ПНР — начальник військової спецслужби Польської народної армії. Провідник ортодоксальної прорадянської лінії в армійському командуванні та керівництві ПОРП. Учасник репресивних політичних кампаній, сподвижник Мечислава Мочара. За Войцеха Ярузельського звинувачено у майнових зловживаннях і відправлено у відставку. У Третій Речі Посполитій — один із засновників впливового Клубу генералів.

## Походження та погляди
Народився у робітничій сім'ї німецького походження. З юності дотримувався комуністичних поглядів, перебував у Спілці сільської молоді. У 1936 році вступив до молодіжної організації Комуністичної партії Польщі. Зазнавав арешту за комуністичну пропаганду.

## В антинацистському Опорі
За нацистської окупації Теодор Куфель приєднався до комуністичного крила польського Опору. У 1941 році очолив плоцьку організацію Союзу Робочо-селянських рад «Молот і серп». З 1942 року перебував у ПРП, був офіцером плоцького штабу Гвардії Людової. Брав активну участь у партизанських операціях проти окупантів. З 1944 року — офіцер зв'язку штабу Армії Людової. Мав підпільні псевдоніми Теох та Ришард Янковський.
У серпні-вересні 1944 року Куфель у складі Батальйону Армії Людової «Четвертаки» брав участь у Варшавському повстанні. Командував повстанською ротою у Старому місті та Жолібожі. Протягом вересня чинив активний опір німецьким військам у Кампіноській пущі.

## У силових структурах ПНР

### Міліція та контррозвідка
У лютому 1945 року Теодор Куфель вступив на службу до громадянської міліції — партійної силової структури комуністичної ПРП. Очолював департамент внутрішньої служби (контррозвідка) у Варшаві, був заступником воєводських комендантів у Катовицях (з політичних питань) і Гданську (з оперативних питань), комендантом міліції у Кельці та Познані. У 1950—1954 роках Куфель — начальник контррозвідувального департаменту головного штабу громадянської міліції.
У 1954 році перейшов на службу до Міністерства громадської безпеки. Пройшов навчання на курсах КДБ СРСР. Повернувшись до ПНР, знову направлено до міліції, керував міліційним залізничним управлінням та залізничною інспекцією.
З 1958 року Куфеля переведено у Внутрішню військову службу (WSW) — орган контррозвідки та політичного розшуку Польської народної армії. Був заступником начальника, згодом начальником управління військової контррозвідки. У листопаді 1964 році змінив Александра Кокошіна на посаді начальника WSW як виконувач обов'язків. З 24 квітня 1965 року Куфель — начальник WSW. Обіймав цю посаду протягом п'ятнадцяти років.
У жовтні 1965 року Куфель отримав звання генерала бригади. З 1971 року Куфель — генерал дивізії Польської народної армії.

### Політична позиція
Громадянська міліція та Внутрішня військова служба, особливо контррозвідувальні підрозділи, мали серйозне політичне значення й активно займалися політичними репресіями. Теодор Куфель був видатним діячем силового крила урядущої комуністичної ПОРП. Був делегатом кількох партійних з'їздів. У 1968 році кооптовано до Центральної контрольно-ревізійної комісії ПОРП, у 1971—1980 роках — кандидат у члени ЦК.
Куфель перебував також у президії Вищої ради Союзу борців за свободу та демократію. У 1975—1979 роках був головою варшавського відділення цієї ветеранської організації.
Політично Теодор Куфель займав ортодоксально- сталінські та виражено прорадянські позиції. Вважався в армійському командуванні «гарантом інтересів Кремля» та просто «агентом КДБ». У внутрішньопартійних розкладах Куфель примикав до націонал-комуністичної «фракції партизанів» Мечислава Мочара. Він брав активну участь в антисемітській кампанії 1967—1968 років, проводив кадрове чищення в армії, звільняючи офіцерів єврейської національності.

## Відставка
У 1979 році Теодора Куфеля направлено до Західного Берліна на чолі польської військової місії. На посаді начальника WSW його змінив Чеслав Кіщак, який вважався учнем Куфеля. Однак у 1981 році, після повернення до ПНР, Куфеля знято з усіх постів, звільнено з армії та виключено з ПОРП. Формальною причиною стали дисциплінарні розслідування та майнові зловживання.
Заведено вважати, що припинення кар'єри Куфеля пов'язано насамперед з цілеспрямованими інтригами учня Кіщака. Згодом Войцех Ярузельський досить критично відгукувався про Куфеля, причому саме Кіщака він називав джерелом цих негативних оцінок.
Відставка й опала вивели Куфеля з польського військового та політичного життя. Водночас відсторонення вберегло Куфеля від участі в придушенні Солідарності і тим самим трохи «підстрахувало» його репутацію. Після зміни суспільно-політичного устрою Польщі Куфель активно займався ветеранською діяльністю. Був головою спілки кавалерів ордену «Хрест Грюнвальда», віцепрезидентом Фонду допомоги ветеранам.

## Клуб генералів й еволюція поглядів
У 1996 році Теодор Куфель став одним з організаторів Клубу генералів Війська Польського (KGWP) — впливової організації відставних воєначальників, пов'язаної з Міністерством національної оборони та Генеральним штабом. Формально Куфель не займав у Клубі керівних посад, але вважався фактичним очільником і «вчителем» KGWP.
Військово-стратегічні погляди та політичні позиції Теодора Куфеля зазнали у Третій Речі Посполитій значної еволюції. Він прийняв членство Польщі в НАТО, орієнтувався на ліберальну партію Громадянська платформа (PO). Остання політична заява Куфеля у 2015 році — виступ на підтримку на президентських виборах представника PO Броніслава Коморовського.
У березні 2016 року на квартирі Теодора Куфеля пройшов обшук з вилученням документів 1940-х років, які підлягали здачі в Інститут національної пам'яті.
Помер Теодор Куфель у віці 96 років. Похований на цвинтарі Військові Повонзки.